# Effet Suess
L'effet Suess est un changement dans le rapport des concentrations atmosphériques d'isotopes lourds du carbone (13C et 14C) par le mélange de grandes quantités de CO2 dérivées de combustibles fossiles. Cette composition atmosphérique est appauvrie en 13CO2 et ne contient pas de 14CO2. Il doit son nom au chimiste autrichien Hans Suess, qui a noté l'influence de cet effet sur la précision de la datation au radiocarbone. Plus récemment, l'effet Suess a été utilisé dans des études sur le changement climatique. À l'origine, le terme ne faisait référence qu'à la dilution du 14CO2 dans l'atmosphère. Le concept a ensuite été étendu à la dilution du 13CO2 et à d'autres réservoirs de carbone tels que les océans et les sols.

## Isotopes du carbone
Le carbone a trois isotopes naturels. Environ 99 % du carbone sur Terre est le carbone 12 (12C), le carbone 13 en constitue environ 1 % (13C), et une proportion infime pour le carbone 14 (14C). Les isotopes 12C et 13C sont stables, tandis que le 14C se désintègre radioactivement en azote 14 (14N) avec une demi-vie de 5 730 ans. Le 14C sur Terre est produit presque exclusivement par l'interaction du rayonnement cosmique avec les atomes de la haute atmosphère. Un atome 14C est créé lorsqu'un neutron thermique déplace un proton dans le noyau d'azote 14 (14N). Des quantités minimes de 14C sont produites par d'autres procédés radioactifs, et une quantité importante a été rejetée dans l'atmosphère pendant les essais nucléaires avant la signature du traité d'interdiction partielle des essais nucléaires. La production naturelle de 14C et donc la concentration atmosphérique ne varie que légèrement dans le temps.
Les plantes absorbent le 14C en fixant le carbone atmosphérique par photosynthèse. Les animaux absorbent ensuite le 14C dans leur organisme lorsqu'ils consomment des plantes (ou consomment d'autres animaux qui consomment des plantes). Ainsi, les plantes et les animaux vivants ont le même rapport de 14C à 12C que le CO2 atmosphérique. Une fois que les organismes meurent, ils cessent d'échanger du carbone avec l'atmosphère et n'absorbent plus le 14C. La désintégration radioactive épuise graduellement le 14C dans l'organisme. Ce phénomène est la base de la datation au radiocarbone.
Le carbone fixé photosynthétiquement dans les plantes terrestres est appauvri en 13C par rapport au CO2 atmosphérique. Cet appauvrissement est léger dans les plantes C4, mais beaucoup plus important dans les plantes C3 qui forment la majeure partie de la biomasse terrestre dans le monde entier. L'appauvrissement des plantes au métabolisme acide crassulacéen varie entre les valeurs observées pour les plantes C3 et C4. De plus, la plupart des combustibles fossiles proviennent de la fixation du carbone en C3 par des organismes biologiques produits il y a des dizaines à des centaines de millions d'années. Les plantes en C4 ne sont devenues communes qu'il y a environ six à huit millions d'années, et bien que la photosynthèse par voie métabolique acide crassulacéenne soit présente dans la famille des Lépidodendrons des forêts de plaine du Carbonifère, elles n'étaient pas un composant majeur de la biomasse totale.
Les combustibles fossiles comme le charbon et le pétrole sont principalement composés de matières végétales qui se sont déposées il y a des millions d'années. Cette période de temps équivaut à des milliers de demi-vies de 14C, de sorte que la totalité du 14C dans les combustibles fossiles s'est désintégrée. Le 13C des combustibles fossiles s'est également épuisé  par rapport à celui de l'atmosphère, parce qu'il a été formé à l'origine à partir d'organismes vivants. Par conséquent, le carbone provenant des combustibles fossiles qui est renvoyé dans l'atmosphère par la combustion est épuisé à la fois pour le 13C et le 14C par rapport au dioxyde de carbone atmosphérique.

## Publications
- A. Cabaneiro et I. Fernandez, « Disclosing biome sensitivity to atmospheric changes: Stable C isotope ecophysiological dependences during photosynthetic CO2 uptake in Maritime pine and Scots pine ecosystems from southwestern Europe », Environmental Technology & Innovation, vol. 4,‎ octobre 2015, p. 52–61 (DOI 10.1016/j.eti.2015.04.007, lire en ligne) (a 25-year-long dendrochronological study (1978-2002) using stable C isotope ratio mass spectrometry in growth rings of perennial trees from the Southern Atlantic Europe that explores the Suess Effect-ecosystem relationships to examine the biome sensitivity to 13C-CO2 atmospheric changes).
- H. E. Suess, « Radiocarbon Concentration in Modern Wood », Science, vol. 122, no 3166,‎ septembre 1955, p. 415–417 (DOI 10.1126/science.122.3166.415-a) (in Northern hemisphere).
- (en) D. Bozhinova, M. K. van der Molen, I. R. van der Velde, M. C. Krol, S. van der Laan, H. A. J. Meijer et W. Peters, « Simulating the integrated summertime Δ14CO2 signature from anthropogenic emissions over Western Europe », Atmospheric Chemistry and Physics, Copernicus GmbH, vol. 14, no 14,‎ 17 juillet 2014, p. 7273-7290 (ISSN 1680-7324, DOI 10.5194/acp-14-7273-2014, lire en ligne).
- Lerman, J. C., Mook, Wim, Vogel, J. C. (1970), Olsson, Ingrid U., éd., Radiocarbon Variations and Absolute Chronology: Proceedings of the Twelth Nobel Symposium held at the Institute of Physics at Uppsala University, New York, Wiley, p. 275−301, LCCN 73115769 (dans l'hémisphère sud).